# مقياس فابري-بيرو

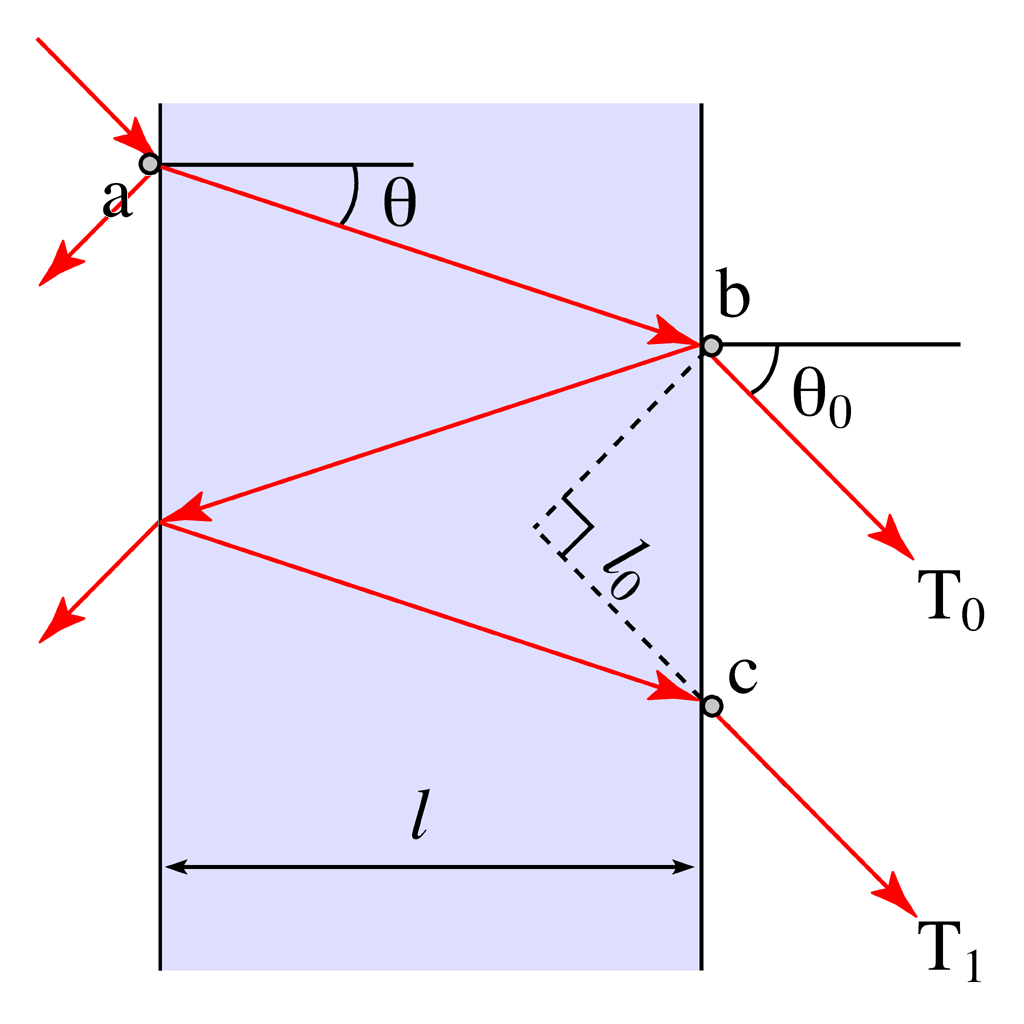
رسم بياني للتداخل لفابري- بيرو : ضوء الأشعة تنعكس داخل التجويف، ويعكس جزئيا وتكون الاشعة الخارجة من المقياس متوازية

مقياس فابري ـ بيرو (بالإنجليزية: Fabry–Pérot interferometer)‏ صمم هذا الجهاز العالمان فابري وبيرو سنة 1899 لدراسة ظاهرة التداخل بين الحزم الضوئية المتعددة.

## وصف الجهاز
يتكون الجهاز من لوحتين سميكين من الزجاج كما هو مبين في (الشكل)، الوجهان المهمان فـي المقياس هما الوجهان الداخليان العاكسان بنسبة (95%)، واللذان تنعكس عنهما الموجات الساقطة انعكاسات متعددة. وتكون المرآتان متوازيتين بحيث يمكن التحكم في تغيير المسافة بينهما، ولا تختلف مواضع الأهداب الحلقية المضيئة المتكونة في (مقياس فابري ـ بيرو) عن مواضع الأهداب المضيئة الناجمة عن تداخل حزمتين، ولكنها تمتاز عنها بأنها دقيقة جداً بالنسبة إلى البعد الهدبي. لذلك يعد هذا المقياس أدق مقاييس التداخل المستعملة لقياس الأطوال الموجية ودراسة تركيب الخطوط الطيفية، ويمكنه أن يميّز الأهداب الخاصة بضوءين متقاربين جداً في الطول الموجي، ويمكن أن يميز المقياس حينئذ بين ضوءين يختلفان بمقدار 0.0042 أنغستروم إذ يظهر طيفاهما منفصلين انفصالاً واضحاً، ويشبه مقياس فابري-بيرو المرنان الليزري من حيث التركيب والعمل

## استخداماته

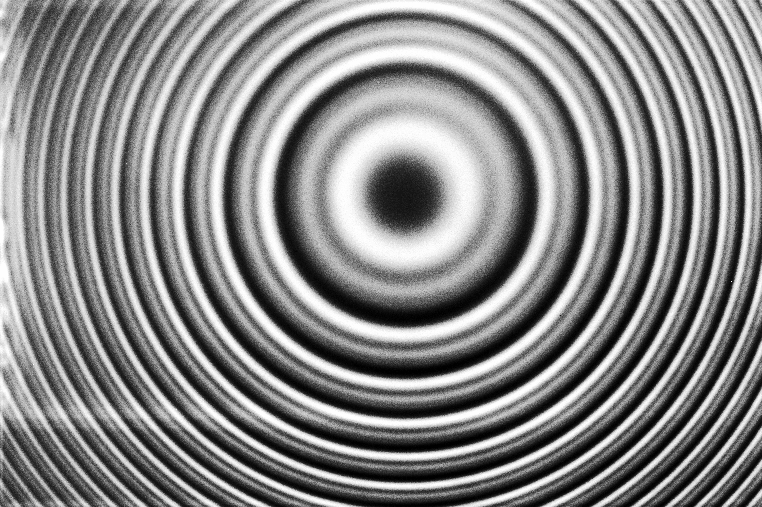
حلقات تداخل تبين بنية دقية لمقياس فابري- بيرو. المصدر هنا هو مصباح ديوتيريوم مبرد.

يستخدم هذا المقياس عادة في البصريات لقياس الأطوال الموجية بصورة دقيقة ولدراسة التركيب الدقيق للخطوط الطيفية للضوء ،يتكون المقياس من مرآتين متساويتين متقابلتين تبلغ انعكاسية كل منهم(95%) وتكون المرآتان متوازيتين بحيث يمكن التحكم في تغيير المسافة بينهما، ويشبه (مقياس فابري-بيرو) المرنان الليزري من حيث التركيب والعمل.

## اقرأ أيضا
- إتش-ألفا
- خطوط طيف الهيدروجين